# Amador Bueno da Veiga
Amador Bueno da Veiga (São Paulo, c. 1650 — Casa Branca, 1719) foi um bandeirante paulista. Era bisneto de Amador Bueno, o "Aclamado". Silva Leme o estuda no volume III, página 203 de seu livro Genealogia Paulistana.

## Bandeirante
No final do século XVII havia uma grande comoção em São Paulo devido ao grande afluxo de europeus e de pessoas oriundas de outros lugares, principalmente da região nordeste, para a região de lavra de ouro das Minas Gerais. Os paulistas acreditavam que por terem descoberto as minas deveriam ter o direito exclusivo de explora-las e para tanto enviaram a famosa representação de 16 de abril de 1700 ao governador da Repartição do Sul, Artur de Sá e Meneses.  Nesta ocasião Amador Bueno da Veiga não assinou a petição pois estaria no sertão com João Cavaleiro. Amador já tinha em São Paulo sítio na margem direita do Anhembi (no atual bairro do Mandaqui) que se estendia até as encostas da Cantareira (São Miguel e Guarulhos). Nela existia uma extensa área onde se cultivava trigo, destinado ao abastecimento da vila e de outras províncias.
Em 23 de setembro de 1704 Amador propusera abrir um novo caminho de São Paulo para as Minas, conforme informou nesta data ao Governador do Rio de Janeiro. Pedia prazo de um ano e oferecia ser caminho capaz de por ele andarem cavalgaduras carregadas, gente e condução de gados. O aberto pelo Capitão Garcia Rodrigues Pais, dizia, é incapaz de cavalgaduras carregadas nem gados por ser muito prolongado de três meses de viagens por matos e estéril de mantimentos, ainda dos que o mato cria. Pedia em troca «os campos beira mato da Serra da Boa Vista té a Graça pelo cumprimento e rumo direito do Caminho das Minas e a mata da borda do campo té o cume das serras e cordoaria do mar por uma e outra parte; as quais terras sendo Vossa Majestade servido, assim confrontadas da Serra da Boa Vista até a Graça cortando pelos travessões para a parte do mar até o cume das serras e tudo o que dos ditos rumos ficar para centro, dar-lhas de sesmaria e mercê para ele e seus descendentes com a do hábito de Cristo e foro de fidalgo da Casa.» Era a segunda proposta de refazer o Caminho Novo. A terceira viria em 1705 de Félix de Gusmão - por ela descobrimos que Garcia Rodrigues Pais estava acabando o seu caminho até a Paraiba, já estava com a estrada larga e duas roças feitas.»
Participou da Guerra dos Emboabas entre 1707 e 1709 e neste último ano foi nomeado comandante chefe (Cabo-Maior) do exército paulista que marchou para o rio das Mortes, em Minas, para vingar a morte dada a seus concidadãos, pelos portugueses no Capão da Traição, ao findar da Guerra dos Emboabas. Como recompensa obteve sesmarias no que é hoje Taubaté no estado de São Paulo. E vem daí sua alcunha, o Cabo Maior dos Paulistas. Este episódio refletiu na emancipação da Capitania de São Paulo que até 1720 englobava Minas Gerais.
Em carta ao Rei escrita em 20 de Janeiro de 1708 Antônio Luís Peleja, Ouvidor Geral de São Paulo, fala dele: «natural e morador de São Paulo,  insolente, régulo, o mais fascinoroso homicida de muitas vidas», que se tinha feito atribuir, no momento das repartições, o mais precioso do ribeiro de Bento Rodrigues, em Ouro Preto. Habitou a região de Minas «muitos anos com muito gentio e roças em tempos que davam os maiores lucros, trazendo grande número de arrobas de ouro e tinha tido, durante meses, ourives trabalhando para ele para fundir o ouro em lingotes, cunhá-lo ou fazer jóias e objetos preciosos. Segundo conta Antonil, Amador extraiu oito arrobas de ouro “do rio do Ouro Preto, do Ribeirão e de outras partes”.
Amador Bueno da Veiga então se dedicou ao desbravamento dos sertões dos rios Mogi-Guassu e Pardo, em cujas margens faleceu em novembro de 1719. Foi um dos grandes propulsores da era econômica de São Paulo, conhecida por Tropismo.
Descendente de bandeirantes, foi por sua vez, ascendente de figuras importantes de São Paulo e do Brasil, como a poetisa Bárbara Heliodora.

## Homenagens
[editar | editar código-fonte]
No bairro da Penha, em São Paulo, leva seu nome a Avenida Amador Bueno da Veiga.